# VIAS GmbH
VIAS GmbH is een Duitse spoorwegonderneming uit Frankfurt am Main. De naam van de onderneming is afgeleid van het Latijnse woord "via" voor weg en de hoofdletter S van service. 

## Geschiedenis
De onderneming werd op 10 augustus 2005 door de Stadtwerke Verkehrsgesellschaft Frankfurt am Main mbH (VGF) en de Rurtalbahn GmbH (RTB) uit Düren met een gelijke aandeel opgericht. 
De VGF moest op grond van de EU-verordening nr. 1370/2007 de aandelen in VIAS verkopen. VGF is de "huisvervoerder" van het openbaar vervoer in Frankfurt en krijgt deze concessie onderhands gegund. Hierdoor mag het niet meedoen met aanbestedingen, omdat deze via dezelfde opdrachtgever gingen als bij het stadsverkeer van Frankfurt.
In maart 2010 maakte de Danske Statsbaner (DSB) bekend de aandelen van VGF over te nemen. De aandelen zijn aangekocht door de Duitse dochteronderneming, Danske Statsbaner Deutschland GmbH, van de Deense spoorwegen.

### VIAS Rail GmbH
Op 22 oktober 2010 werd de in Düren gevestigde VIAS DN2011 GmbH opgericht door DSB Deutschland GmbH en de R.A.T.H. GmbH, met als doel diensten per spoor aan te bieden. Deze maatschappij werd op 19 februari 2014 in VIAS Odenwaldbahn GmbH hernoemd, en op 22 juni 2015 in VIAS Rail GmbH., waar de R.A.T.H. GmbH intussen volledig eigenaar van is. VIAS Rail GmbH is geen dochteronderneming van VIAS GmbH, maar valt direct onder de moedermaatschappij van de Rurtalbahn. VIAS Rail GmbH nam op 13 december 2015 de concessie van het deelnetwerk Odenwald van VIAS GmbH over.

## Lijnennetwerk

### Lijnen in Hessen en Rijnland-Palts
VIAS exploiteert sinds 11 december 2005 in opdracht van Rhein-Main-Verkehrsverbundes (RMV) en de deelstaat Baden-Württemberg het rond de 210 kilometer omvattende netwerk van de Oberwaldbahn, sinds 12 december 2010 de Rechte Rheinstrecke en sinds 10 december 2011 de Pfungstadtbahn met de volgende lijnen:
| Lijn  | Spoorlijnnaam                                            | Route | Concessielooptijd       | Materieel                                 |
| ----- | -------------------------------------------------------- | --- | ----------------------- | ----------------------------------------- |
| RB 10 | Taunus-Eisenbahn, Rechte Rheinstrecke, Neuwied - Koblenz | Frankfurt Hbf - Frankfurt-Höchst - Mainz-Kastel - Wiesbaden Hbf - Eltville - Rüdesheim (Rhein) - Lorch (Rhein) - Lorchhausen - St. Goarshausen - Koblenz Hbf - Neuwied | 12-12-2010 - 09-12-2023 | Stadler FLIRT                             |
| RB 86 | Odenwaldbahn                                             | Hanau Hbf - Seligenstadt (Hess) - Babenhausen (Hess) - Groß-Umstadt Wiebelsbach                                                                                        | 11-12-2005 - 11-12-2027 | Bombardier Itino / Alstom Coradia LINT 54 |
| RE 85 | Odenwaldbahn                                             | Frankfurt Hbf - Offenbach Hbf - Hanau Hbf - Seligenstadt (Hess) - Babenhausen (Hess) - Groß-Umstadt Wiebelsbach (- Höchst (Odenw)) - Erbach (Odenw))                   | 11-12-2005 - 11-12-2027 | Bombardier Itino / Alstom Coradia LINT 54 |
| RB 82 | Odenwaldbahn                                             | Frankfurt Hbf - Darmstadt Nord - Reinheim (Odenw) - Groß-Umstadt Wiebelsbach - Höchst (Odenw) - Erbach (Odenw)                                                         | 11-12-2005 - 11-12-2027 | Itino                                     |
| RE 80 | Odenwaldbahn                                             | Darmstadt Hbf - Darmstadt Nord - Reinheim (Odenw) - Groß-Umstadt Wiebelsbach - Höchst (Odenw) - Erbach (Odenw)                                                         | 11-12-2005 - 11-12-2027 | Itino                                     |
| RB 81 | Odenwaldbahn                                             | Darmstadt Hbf - Darmstadt Nord - Reinheim (Odenw) - Groß-Umstadt Wiebelsbach - Höchst (Odenw) - Erbach (Odenw) - Eberbach                                              | 11-12-2005 - 11-12-2027 | Itino                                     |
| RB 66 | Pfungstadtbahn                                           | Darmstadt Hbf - Darmstadt-Eberstadt - Pfungstadt | 10-12-2011 - 11-12-2027 | Itino                                     |

De lijnen zijn genummerd volgens het systeem van RMV.

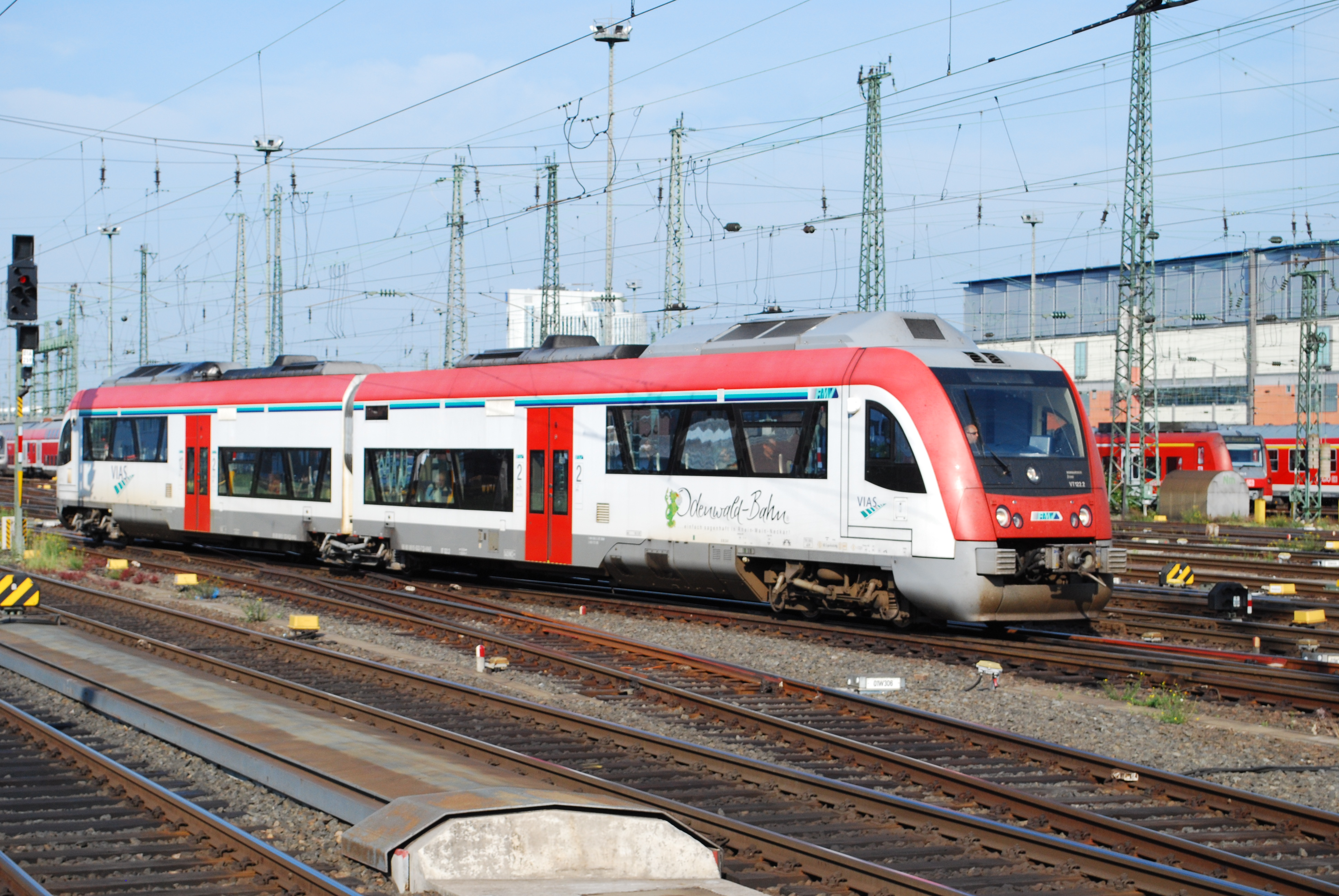
Bombardier Itino van VIAS voor de Odenwald-Bahn, binnenrijdend in Frankfurt Hbf (2011)

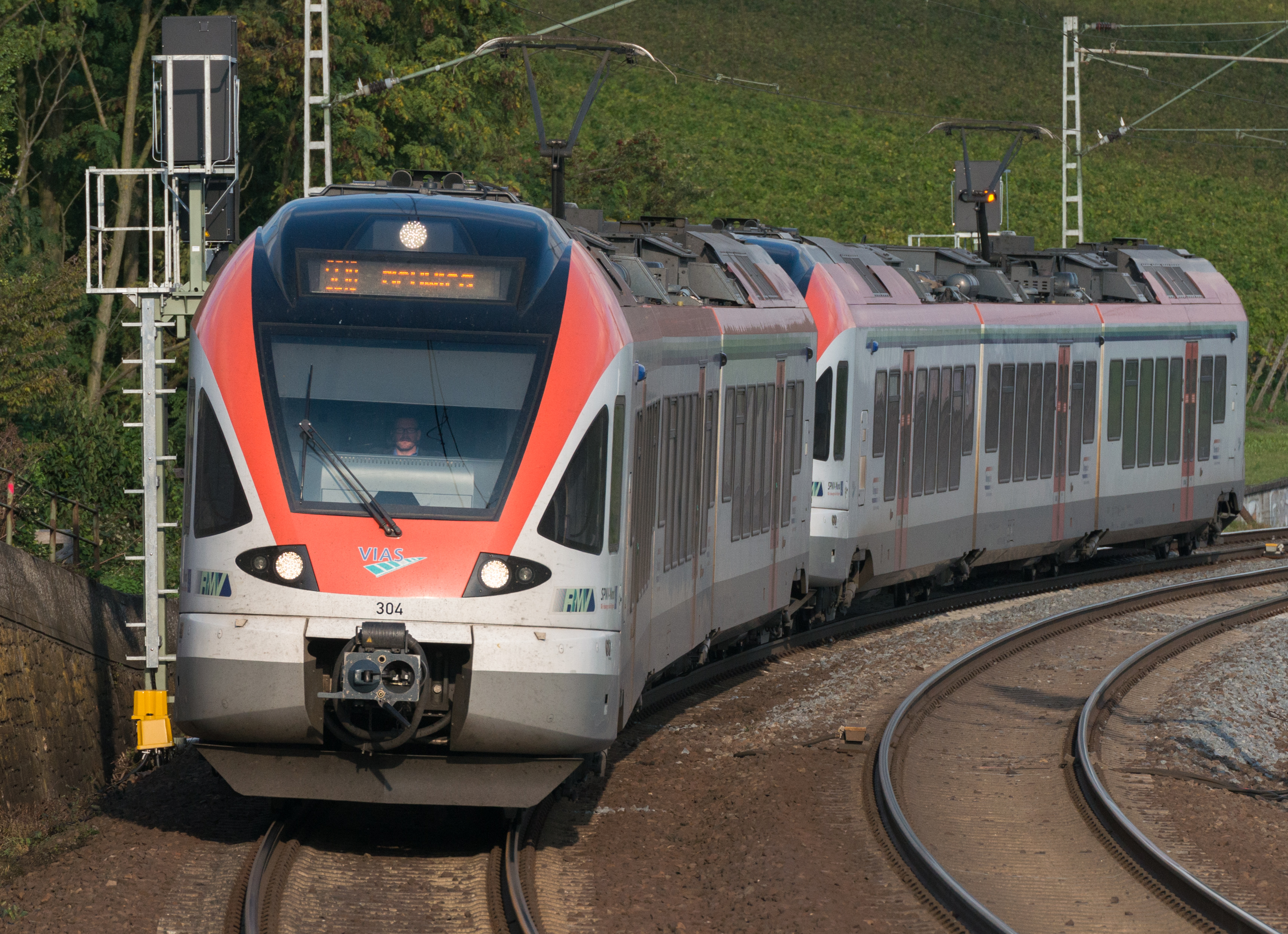
Twee Stadler FLIRT-treinstellen in de buurt van Hattenheim (2014)

Voor de exploitatie staan sinds de start 22 fabrieksnieuwe dieseltreinstellen van het type Bombardier Itino ter beschikking, die door het Fahrzeugmanagement Region Frankfurt RheinMain GmbH (fahma) uitgeleend worden. Het onderhoud vindt plaats in de werkplaats van Odenwaldbahn-Infrastruktur GmbH in Michelstadt, wat ook het middelpunt van het netwerk is. Vier verdere treinstellen van dit type werden door een capaciteitstekort qua zitplaatsen in augustus 2007 door RMV nabesteld en in het voorjaar van 2010 afgeleverd. Deze waren ook voorzien voor de heropende Pfungstadtbahn in december 2011. 
In december 2010 nam de VIAS de concessie RheingauLinie over. Het gaat daarbij om het regionale verkeer op de Rechte Rheinstrecke tussen Neuwied, Koblenz Hbf (en Stadtmitte), Wiesbaden Hbf en Frankfurt Hbf (RMV-lijn 10). Daarvoor werden 5 driedelige en 14 vierdelige elektrische treinstellen van het type Stadler FLIRT besteld.
In december 2013 won VIAS Rail GmbH na de aanbesteding van de concessie Odenwald- en Pfungstadtbahn. De nieuwe concessie geldt vanaf december 2015 voor 12 jaar. Voor de diensten worden de al voorhanden treinstellen type Itino ingezet, waarbij bij sommige ritten capaciteitsaanpassingen worden gedaan. Dit is in vorm van dieseltreinstellen van het type Alstom Coradia LINT 54. Deze zijn direct door VIAS besteld. In de nieuwe concessie is opgenomen dat bij alle ritten naast een machinist ten minste één conducteur aanwezig is.
Met de exploitatieovername door VIAS werd onder andere folders uitgedeeld waarop kritiek kwam. In deze folders stond dat bij de exploitatieovername bij de Deutsche Bahn rond de 150 medewerkers ingezet werden en bij VIAS alleen 50 nieuwe medewerkers werden aangesteld. Bij de cijfers is niet vermeld dat een ombouw van sein- en beveiligingstechniek plaatsvond, waardoor talrijke arbeidsplaatsen bij DB Netz overbodig maakte. De VIAS is uitsluitend spoorwegonderneming, de gebruikte sporen en ander infrastructuur bleef in bezit van DB Netz.

### Lijnen in Noordrijn-Westfalen
Op 26 maart 2015 maakten de Verkehrsverbund Rhein-Ruhr en Nahverkehr Rheinland bekend dat VIAS vanaf 10 december 2017 de Noordrijn-Westfaalse regionale lijnen RB 34 (Schwalm-Nette-Bahn van Mönchengladbach naar Dalheim) en RB 38-noord (Erft-Bahn van Düsseldorf via Grevenbroich naar Bedburg) exploiteert. De RB 38 werd bij de overname niet meer doorgaand gereden, reizigers moeten sindsdien in Bedburg overstappen. Het noordelijke deel, dat VIAS exploiteert, werd in RB 39 hernummerd. De reden hiervoor is dat opdrachtgever Nahverkehr Rheinland gepland heeft het trajectdeel Bedburg - Keulen te elektrificeren en tot S-Bahn om te bouwen. De opdrachtgever van het noordelijke deel, Verkehrsverbund Rhein-Ruhr, stelde een elektrificering op "verkeerstechnische en economische redenen" uit. Op de twee lijnen worden twaalf nieuwe treinstellen van het type Alstom Coradia LINT (negen LINT 54/H en drie LINT 41/H) ingezet. Op 16 april 2015 werd het contract voor twaalf jaar tussen de opdrachtgevers en VIAS getekend.
In 2022 nam VIAS enkele lijnen van Abellio Rail NRW over. Het betreft de lijnen: S7 tussen Solingen en Wuppertal; RE19 tussen Arnhem/Bocholt en Düsseldorf Hauptbahnhof; en tot slot RB35 tussen Mönchengladbach Hauptbahnhof en Gelsenkirchen Hauptbahnhof.
Ook voor de periode december 2025 tot december 2036 zijn RE19 en RB35 (samen het Niederrheinnetz) toegekend aan VIAS.
| Lijn   | Lijnnaam                  | Route                                                | Concessielooptijd                     | Materieel                             |
| ------ | ------------------------- | ---------------------------------------------------- | ------------------------------------- | ------------------------------------- |
| RB 34  | Schwalm-Nette-Bahn        | Mönchengladbach - Dalheim                            | 10-12-2017 - 09-12-2029               | Alstom Coradia LINT 41/H              |
| RB 39  | Erft-Bahn                 | Düsseldorf - Neuss - Grevenbroich - Bedburg          | 10-12-2017 - 09-12-2029               | Alstom Coradia LINT 54/H en LINT 41/H |
| S 7    | Müngsterer                | Solingen - Wuppertal                                 | 01-02-2022 - Onbekend (Noodconcessie) | LINT 41/H                             |
| RE 19  | Rhein-IJssel Express      | Arnhem - Emmerich - Wesel - Duisburg - Düsseldorf    | 01-02-2022 - Onbekend (Noodconcessie) | Stadler FLIRT                         |
| RE 19a | Bocholter Bahn            | Bocholt - Hamminkeln - Wesel - Duisburg - Düsseldorf | 01-02-2022 - Onbekend (Noodconcessie) | Stadler FLIRT                         |
| RB 35  | Emscher - Niederrheinbahn | Mönchengladbach - Gelsenkirchen                      | 01-02-2022 - Onbekend (Noodconcessie) | Stadler FLIRT                         |

Meer over de treinserie RE 19 van Arnhem naar Düsseldorf Hbf:
| Serie       | Treinsoort              | Route | Bijzonderheden       |
| ----------- | ----------------------- | --- | -------------------- |
| 20000 RE 19 | Regional-Express (VIAS) | Arnhem Centraal – Zevenaar – Emmerich-Elten – Emmerich – Wesel – Oberhausen Hbf – Duisburg Hbf – Düsseldorf Flughafen – Düsseldorf Hbf | Rhein-IJssel-Express |

Voor RE 19 op het deeltraject Arnhem - Praest kan worden in- en uitgecheckt met de OV-chipkaart, bij paaltjes met de aanduiding 'Arriva Breng'. Nederlandse abonnementen zijn geldig.

## Kritiek
VIAS GmbH kreeg bij de overname van de Odenwaldnetz kritiek, dat de forenzentreinen een te hoge bezettingsgraad hadden. De onderneming kon hiervoor niet verantwoordelijk worden gehouden, omdat het materieelmodel, waarbij het materieelaantallen en de capaciteit werd aangegeven door de opdrachtgever RMV. De opdrachtgever had de verwachte reizigersaantallen bij het uitschrijven van de aanbesteding te laag geschat. De nieuwe dienstregeling met wezenlijk meer directe verbindingen naar Frankfurt en kortere reistijden trok zoveel nieuwe reizigers, dat de nieuwe treinstellen van het type Itino door reizigers de bijnaam "Sardino" kregen. In 2006 was het reizigersaantal bereikt dat de RMV pas in 2012 voorzag. De situatie kon in 2010 door het leveren van vier extra treinstellen verbeterd worden. Het capaciteitsprobleem kon alleen op de lange termijn worden opgelost, omdat het materieelmodel en de perrons maximaal drie gekoppelde treinstellen kunnen verwerken. De inzet van extra treinen was niet mogelijk doordat de infrastructuur in en rond Frankfurt tegen haar capaciteit aanzit.
Diesel treinstellen: VT 100
     
Elektrisch treinstellen: ET 300 · ET 400